# La Florida, Jungapeo
La Florida är en ort i Mexiko.   Den ligger i kommunen Jungapeo och delstaten Michoacán de Ocampo, i den södra delen av landet, 140 km väster om huvudstaden Mexico City. La Florida ligger 1 139 meter över havet och antalet invånare är 741.
Terrängen runt La Florida är lite bergig. Runt La Florida är det tätbefolkat, med 257 invånare per kvadratkilometer. Närmaste större samhälle är Heróica Zitácuaro, 17,6 km nordost om La Florida. I omgivningarna runt La Florida växer huvudsakligen savannskog.